# Делакруа, Эжен
Фердина́н Викто́р Эже́н Делакруа́ (фр. Ferdinand Victor Eugène Delacroix; 26 апреля 1798, Шарантон-Сен-Морис близ Парижа — 13 августа 1863, Париж) — французский живописец, гравёр и литограф, признанный глава романтического движения в искусстве Франции, художественный критик; мастер исторической картины и монументальных росписей, автор знаменитой картины «Свобода, ведущая народ», также писал портреты и картины бытового жанра. Член Института Франции, Академии изящных искусств по классу живописи, один из членов-учредителей Национального общества изящных искусств (1861).

## Детство и юность
Эжен Делакруа родился в Сен-Морисе, пригороде Парижа 26 апреля 1798 года. Он был четвёртым ребенком в семье Виктории Обен (1758—1814) и Шарля-Франсуа Делакруа (1741—1805), политического деятеля, бывшего министра иностранных дел, однако ходили упорные слухи, что в действительности Эжен был незаконнорождённым сыном всесильного Шарля Талейрана, наполеоновского министра, а впоследствии главы французской делегации на историческом Венском конгрессе 1814—1815 годов. Иногда отцовство приписывали самому Наполеону. Как бы там ни было, но мальчик рос сорванцом. Друг детства художника, Александр Дюма, вспоминал, что «к трём годам Эжен уже вешался, горел, тонул и травился» — едва не «повесился», нечаянно обмотав вокруг шеи мешок, из которого кормили лошадей овсом; «горел», когда над его детской кроваткой вспыхнула противомоскитная сетка; «тонул» во время купания в Бордо; «травился», наглотавшись краски-медянки.

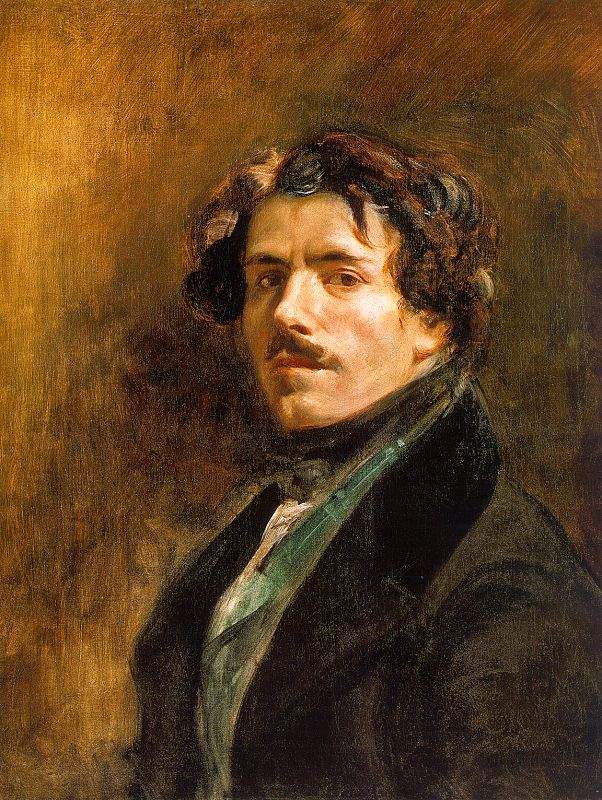
Автопортрет. 1837. Холст, масло. Лувр, Париж

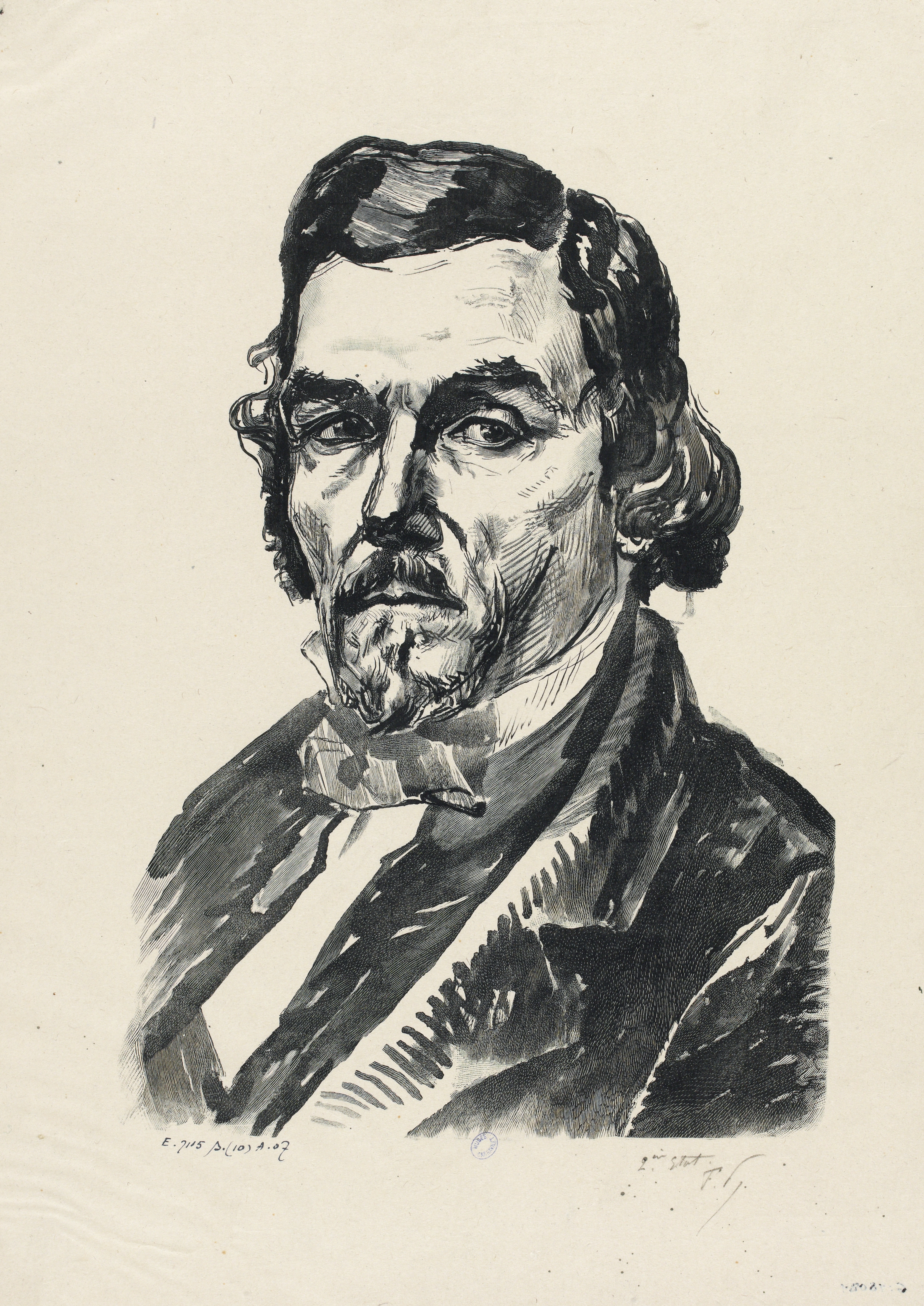
Ш.-Э. Сен-Марсель. Портрет Эжена Делакруа. Бумага, карандаш, тушь. Музей Карнавале, Париж

Художественные наклонности Эжен мог унаследовать от матери, Виктории, происходившей из семьи знаменитых краснодеревщиков; но настоящая страсть к живописи зародилась в нём в Нормандии — там он обычно сопровождал дядю, когда тот отправлялся, чтобы рисовать с натуры. По материнской линии Эжен Делакруа состоял в родстве с известным портретистом Анри-Франсуа Ризенером — мать Виктории Обен была женой прославленного мастера-мебельщика Жана−Анри Ризенера, а дядя А.-Ф. Ризенер также оказал влияние на формирование художника.
Более спокойными оказались годы учёбы в лицее Людовика Великого, где мальчик проявил большие способности в словесности и живописи и даже получал призы за рисунок и знание классической литературы. Делакруа рано пришлось задуматься о своей дальнейшей судьбе. После смерти родителей Эжена отправили к сестре. Но она вскоре попала в сложное финансовое положение. В 1815 году юноша оказался предоставлен сам себе; ему нужно было решать, как жить дальше. И он сделал выбор, поступив в мастерскую известного живописца Пьера-Нарсиса Герена (1774—1833). В 1816 году Делакруа стал учеником Школы изящных искусств, где преподавал Герен. Здесь царствовал академизм, и Эжен без устали рисовал гипсовые слепки и писал обнажённых натурщиков. Эти уроки помогли художнику освоить технику рисунка и живописи. Но настоящими университетами для Делакруа стали Лувр и общение с молодым живописцем Теодором Жерико. В Лувре он копировал картины старых мастеров: Рубенса, Веласкеса. Его привлекали венецианские колористы — Веронезе и Тициан. Он испытал значительное влияние английских пейзажистов Ричарда Бонингтона и Джона Констебла. Бонингтон, в свою очередь, познакомил Делакруа с английской акварелью и творчеством Шекспира и Байрона. Но самое большое влияние оказал на Делакруа Теодор Жерико.
В 1818 году Жерико работал над картиной «Плот Медузы», положившей начало французскому романтизму. Делакруа, позировавший своему другу, стал свидетелем рождения композиции, ломающей все привычные представления о живописи. Позже Делакруа вспоминал, что, увидев законченную картину, он «в восторге бросился бежать, как сумасшедший, и не мог остановиться до самого дома».

## Зрелые годы
Первой картиной Делакруа стала «Ладья Данте» (1822), выставленная им в Парижском салоне. Особого внимания она не привлекла. Настоящий успех пришёл к Делакруа через два года, когда в 1824 году он показал в салоне картину «Резню на Хиосе», посвящённой трагическим эпизодам недавней греческой войны за независимость. Шарль Бодлер назвал это произведение «жутким гимном року и страданию». Многие критики обвинили тогда Делакруа в чрезмерном натурализме. Тем не менее, главная цель была достигнута: молодой художник громко заявил о себе.
Следующая работа, выставленная в Парижском салоне, называлась «Смерть Сарданапала», художник словно намеренно дразнил своих критиков жестокостью сюжетов и эротизмом обнажённых тел. Сюжет картины Делакруа позаимствовал у Байрона. «Движение передано прекрасно, — писал один из критиков о его другой, похожей работе, — но эта картина буквально кричит, грозит и богохульствует».
Последнюю большую картину, которую можно отнести к первому периоду творчества Делакруа, художник посвятил современности.

Свобода, ведущая народ. 1830. Холст, масло. Лувр, Париж

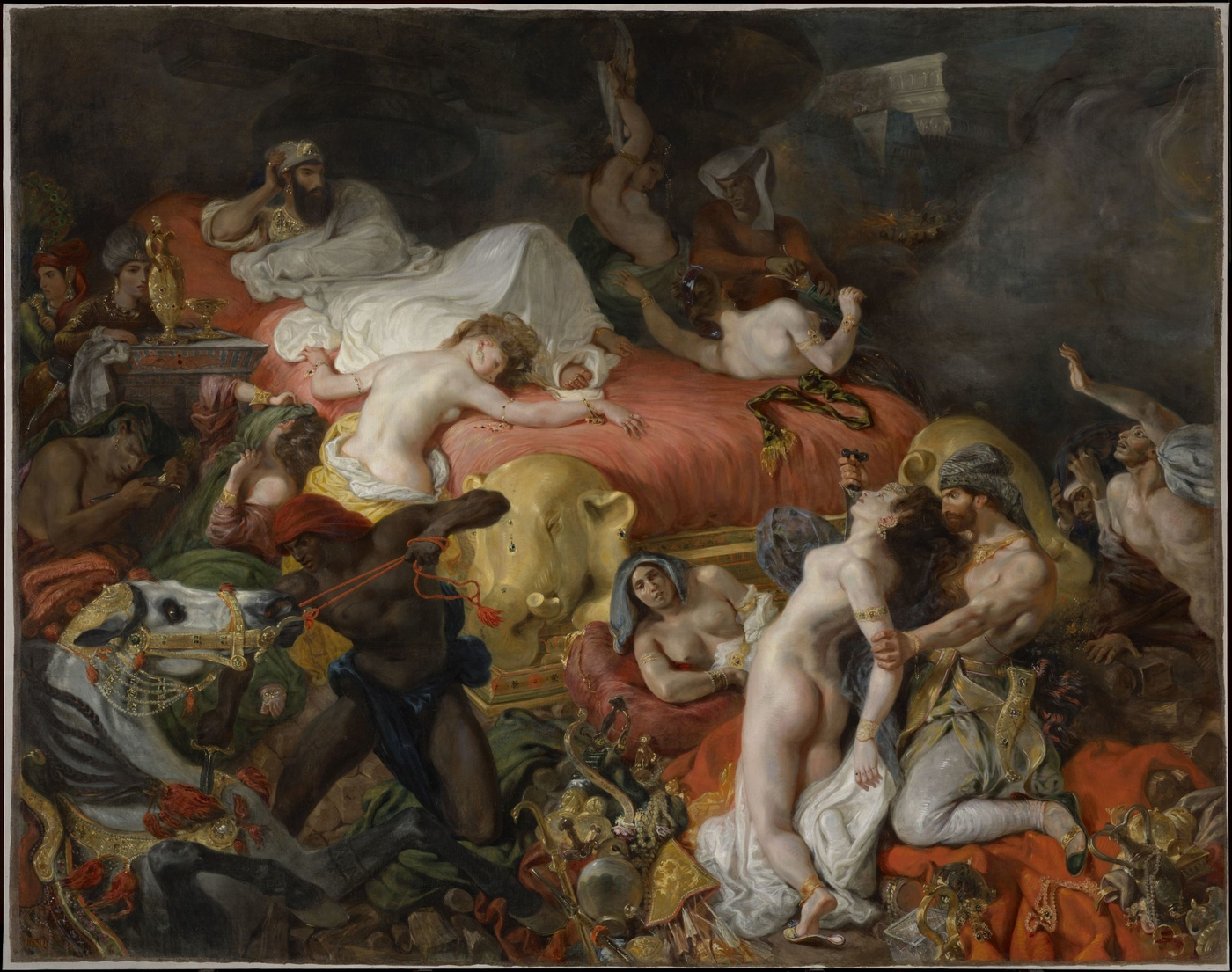
Смерть Сарданапала. 1827. Холст, масло. Лувр, Париж

В июле 1830 года Париж восстал против монархии Бурбонов. Делакруа симпатизировал восставшим, и это нашло отражение в его композиции «Свобода, ведущая народ» (вариант названия — «Свобода на баррикадах»).
Выставленная в салоне 1831 года, картина была восторженно принята публикой и тотчас приобретена государством за 3000 франков для тронного зала Люксембургского дворца, чтобы служить напоминанием «королю-гражданину» Луи-Филиппу I о революции, благодаря которой тот пришёл к власти. Этим планам не суждено было сбыться и, провисев несколько месяцев в музейной галерее дворца, картина была убрана из-за политической провокационности.

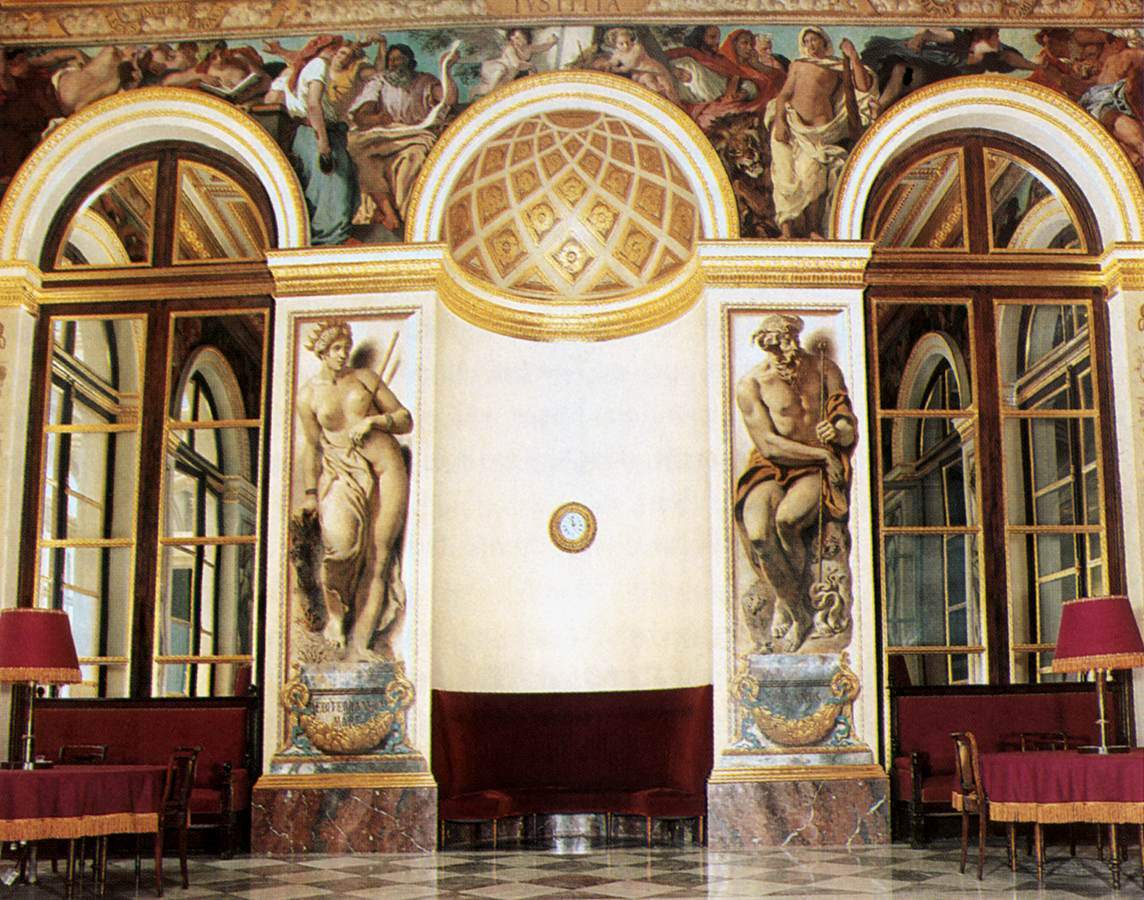
Салон Делакруа. Фрески западной стены. 1833—1837. Бурбонский дворец, Париж

К этому времени в творчестве Делакруа стали очевидными поиски нового стиля. В 1832 году художника включили в состав официальной дипломатической миссии, направленной в Марокко. Отправляясь в путешествие, Делакруа и подумать не мог, насколько повлияет поездка на его дальнейшее творчество. Африканский мир, который он видел в фантазиях цветистым, шумным и праздничным, предстал перед его глазами тихим, патриархальным, погружённым в свои домашние заботы, печали и радости. Это был затерянный во времени древний мир, напоминавший Грецию. В Марокко Делакруа сделал десятки эскизов, а в дальнейшем впечатления, полученные в этом путешествии, служили ему источником вдохновения. Картина «Арабы, играющие в шахматы» написана спустя пятнадцать лет после поездки и отражает отдельные мотивы традиционных персидской и индийской миниатюры.
По возвращении во Францию положение художника упрочилось. Последовали официальные заказы. Первой монументальной работой такого рода стали росписи, выполненные в Бурбонском дворце (1833—1847). После этого Делакруа работал над украшением Люксембургского дворца (1840—1837) и росписями плафонов в Лувре (1850—1851). Двенадцать лет он посвятил созданию фресок для церкви Сен-Сюльпис (1849—1861).

## В конце жизни
К работе над фресками художник относился с огромным энтузиазмом. «Мое сердце, — писал он, — всегда начинает учащенно биться, когда я остаюсь лицом к лицу с огромной стеной, ожидающей прикосновения моей кисти». Однако с возрастом продуктивность Делакруа снижалась. В 1835 году у него обнаружилась серьёзная болезнь горла, которая, то утихая, то обостряясь, в конце концов и свела его в могилу. Делакруа не сторонился общественной жизни, постоянно посещая различные собрания, приёмы и знаменитые салоны Парижа. Его появления ждали — художник неизменно блистал острым умом и отличался элегантностью костюма и манер. Эта сторона жизни художника нашла отражение в его «Дневнике», где он самым подробным образом описывал свои встречи, знакомства, светские беседы и оценки творчества многих художников. Дневник Делакруа знаменит глубиной мыслей об искусстве и своими литературными достоинствами. При этом его частная жизнь оставалась скрытой от посторонних глаз. Долгие годы продолжалась связь с баронессой Жозефиной де Форже, но их роман не увенчался свадьбой.
В 1850-е годы признание Эжена Делакруа стало неоспоримым. В 1851 году художника избрали в городской совет Парижа, в 1855 году наградили орденом Почётного легиона.
В том же году была организована персональная выставка Делакруа — в рамках Всемирной парижской выставки. Сам художник немало огорчался, видя, что публика знает его по старым работам, и лишь они вызывают её неизменный интерес. Последняя картина Делакруа, выставленная в Парижском салоне 1859 года, и законченные в 1861-го фрески для церкви Сен-Сюльпис остались практически незамеченными.
Это охлаждение омрачило последние годы жизни Делакруа, тихо и незаметно скончавшегося от рецидива болезни горла в своём парижском доме 13 августа 1863 года в возрасте 65 лет и похороненного на парижском кладбище Пер-Лашез.
Учеником и помощником Делакруа в монументальных росписях был Луи де Плане.

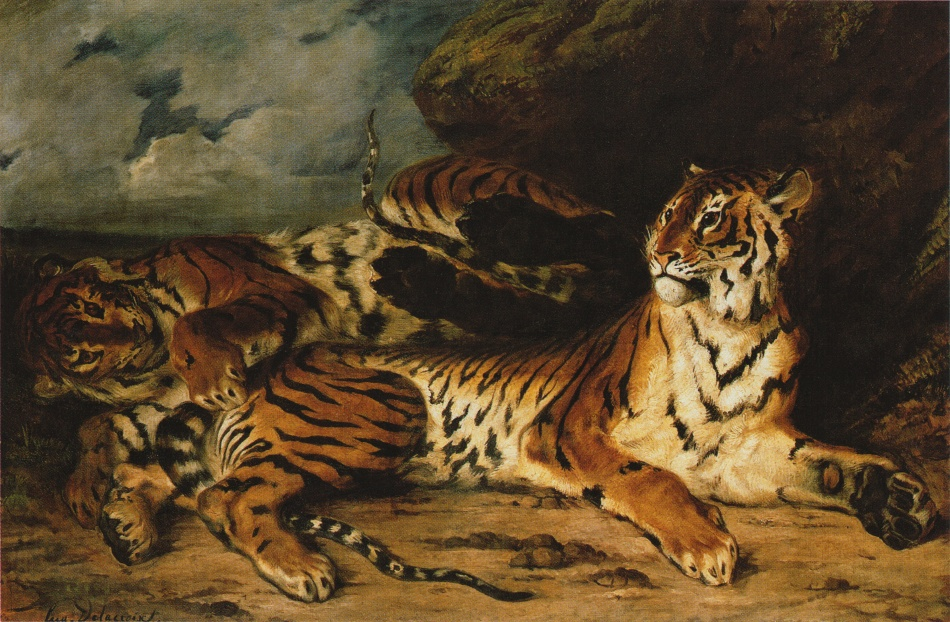
Молодой тигр играет со своей матерью. 1830. Холст, масло. Лувр, Париж
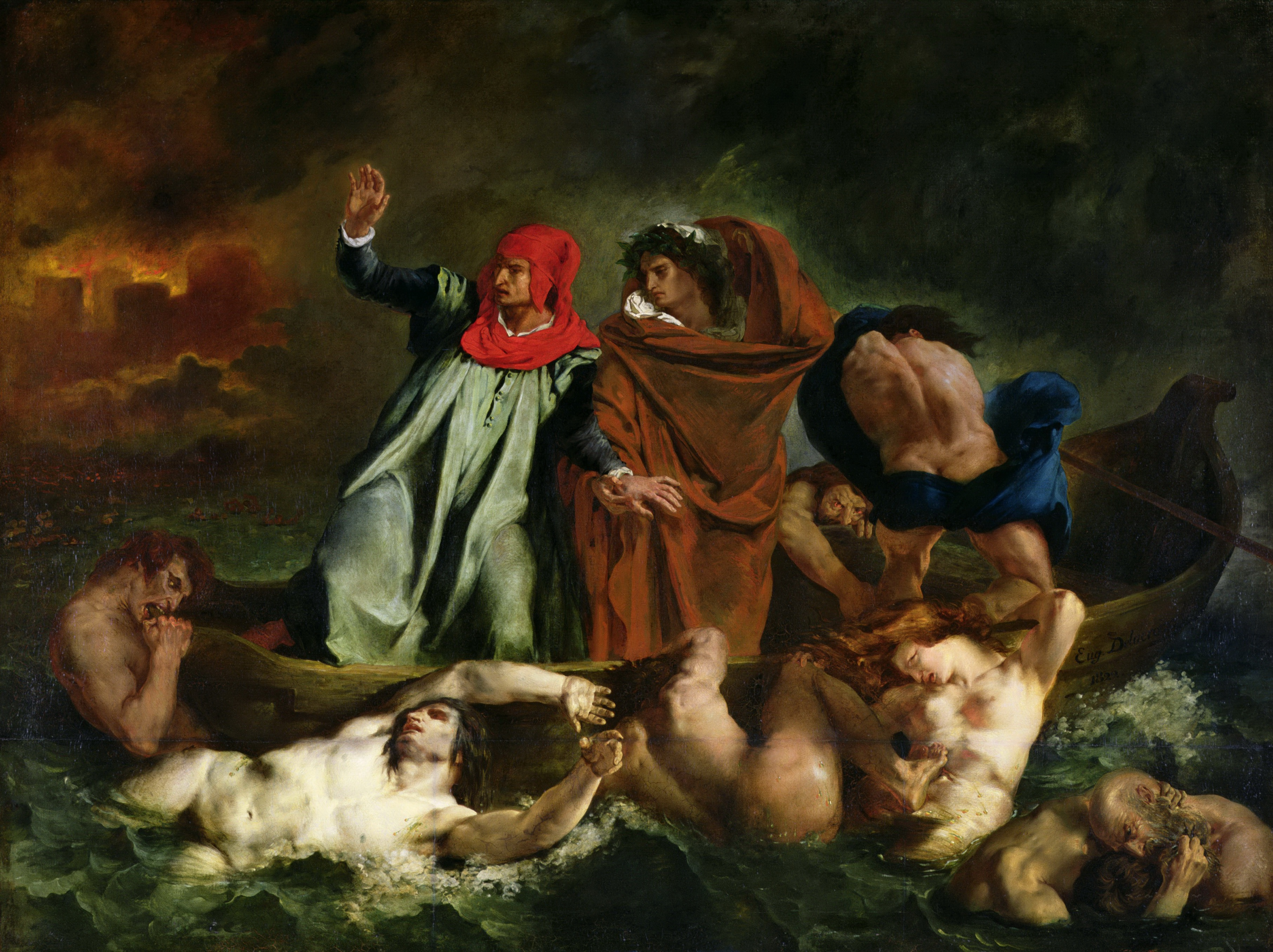
Ладья Данте. 1822. Холст, масло. Лувр, Париж
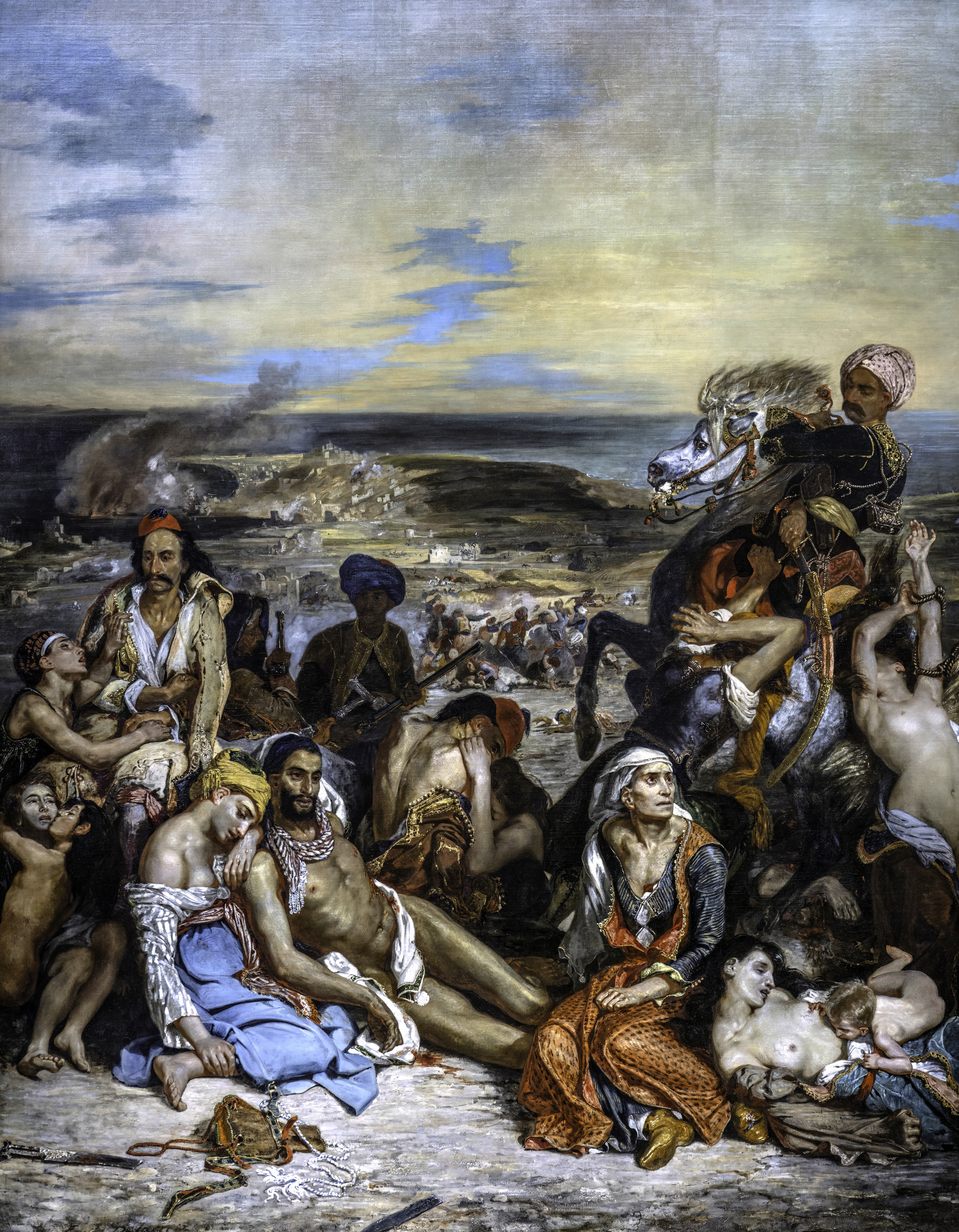
Резня на Хиосе. 1824. Холст, масло. Лувр, Париж
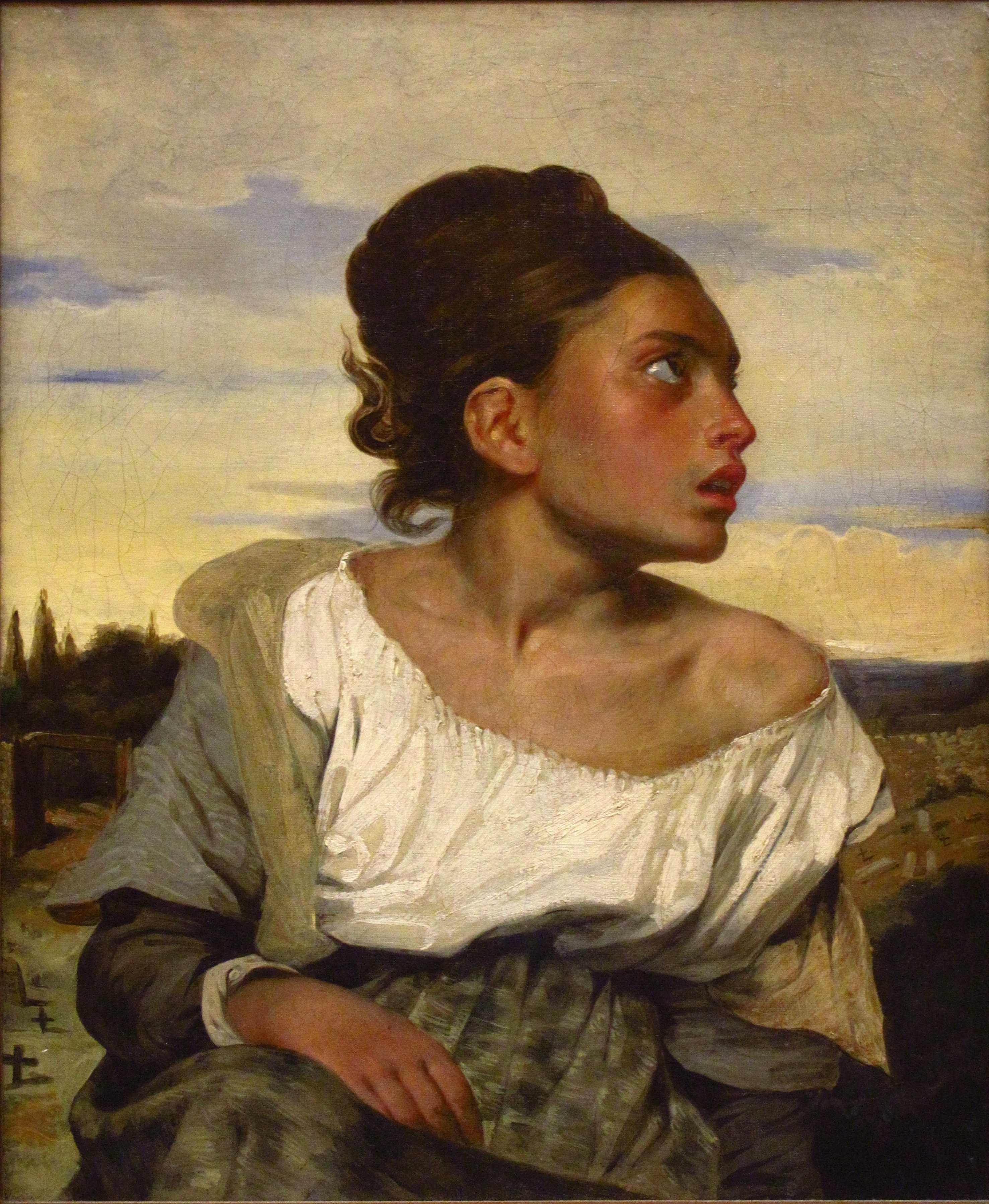
Юная сирота на кладбище. 1824. Дерево, масло. Лувр, Париж
Греция на руинах Месолонгиона. 1826. Холст, масло. Музей изящных искусств, Бордо
Алжирские женщины. 1834. Холст, масло. Лувр, Париж
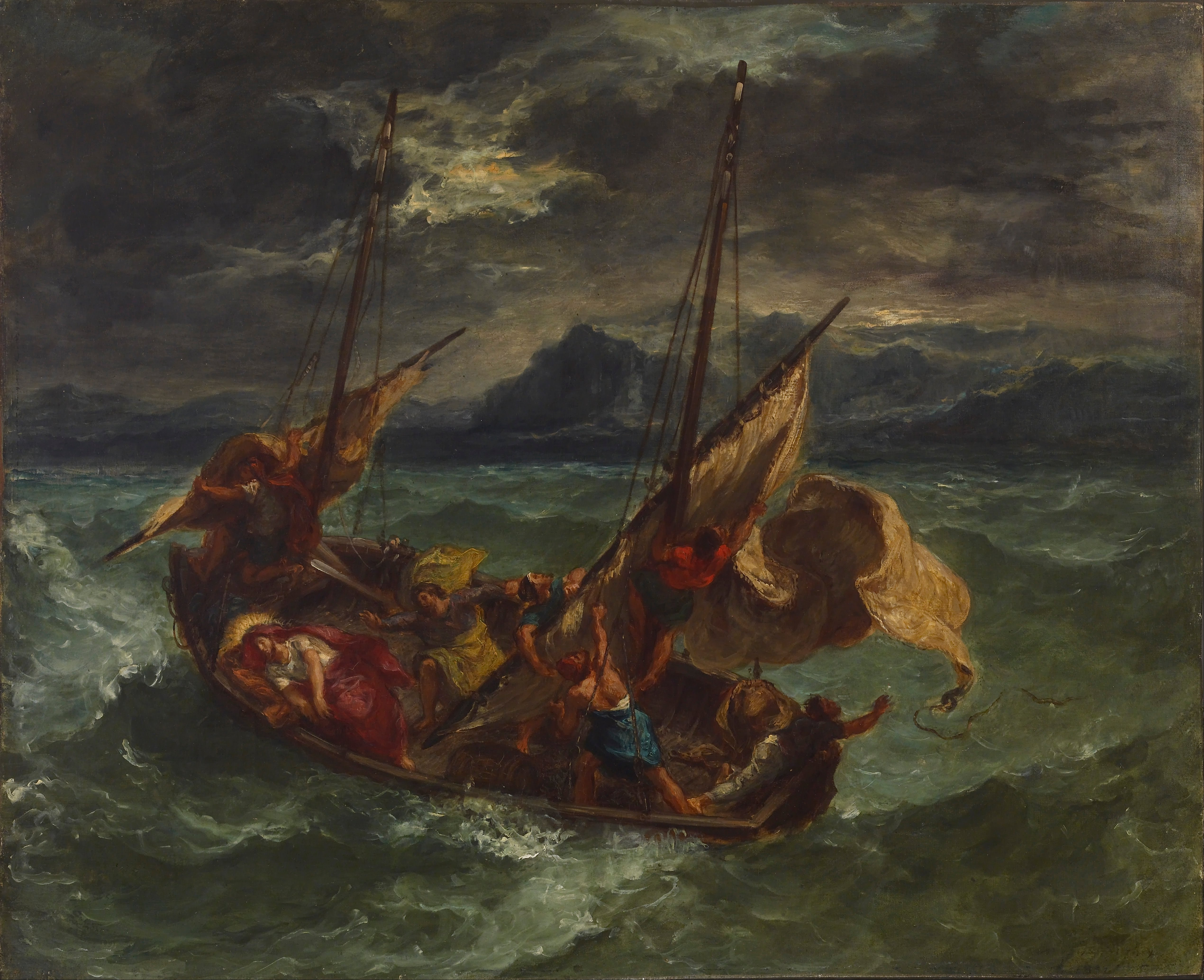
Христос на море Галилейском. 1854. Холст, масло. Художественный музей Уолтерса, Балтимор, США
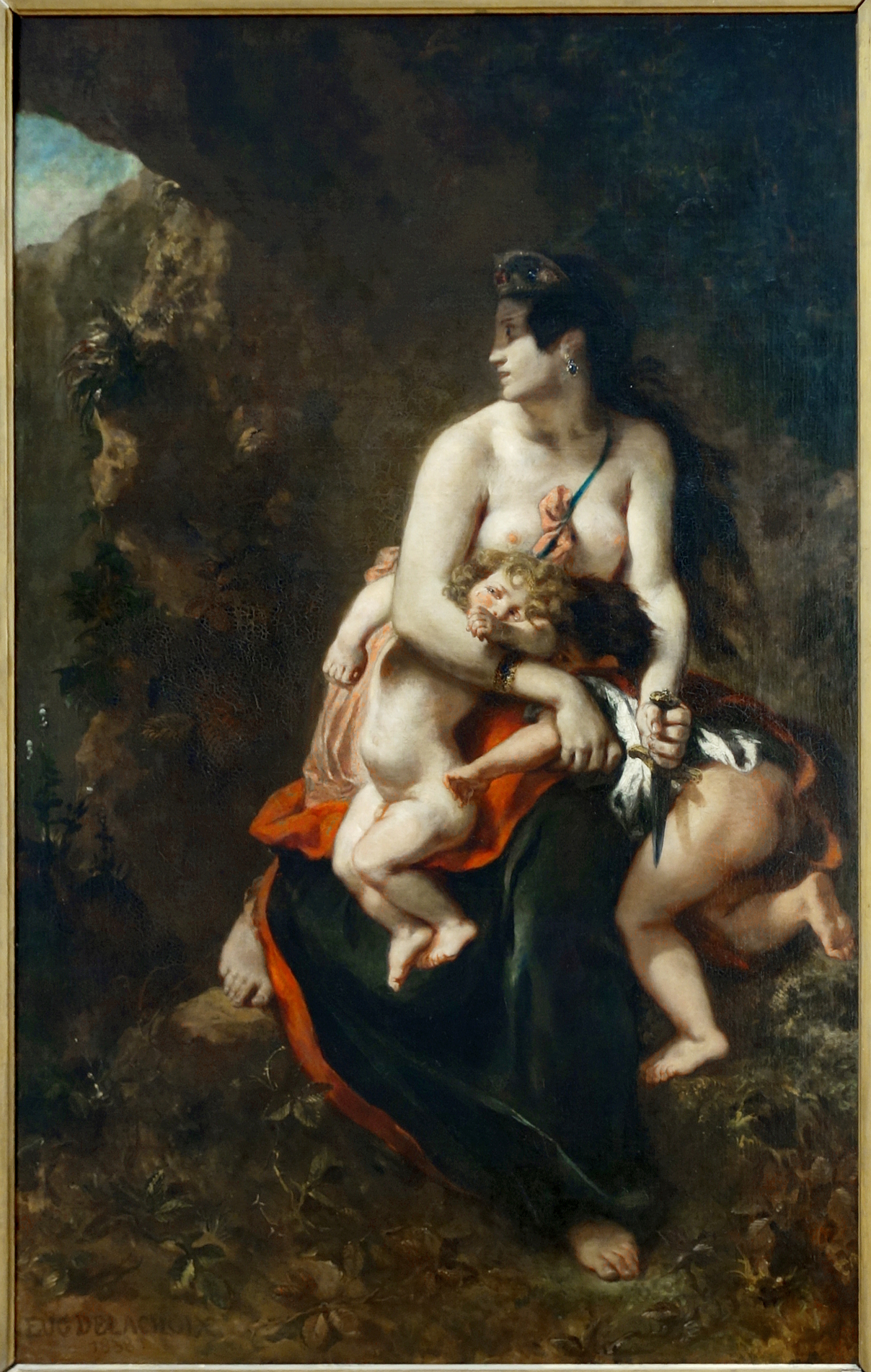
Медея с детьми. 1838. Холст, масло. Дворец изящных искусств, Лилль
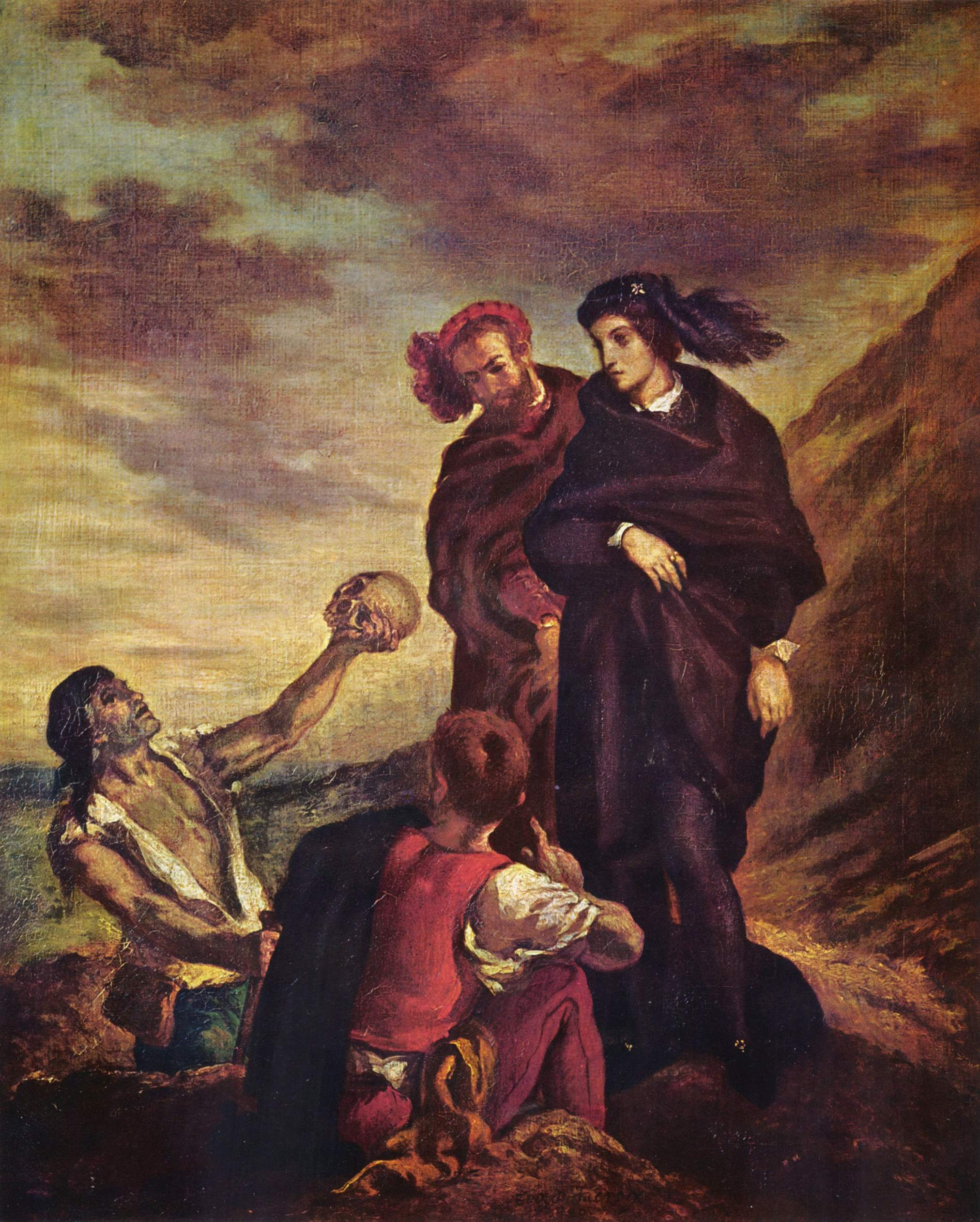
Гамлет и Гораций на кладбище. 1839. Холст, масло. Лувр, Париж
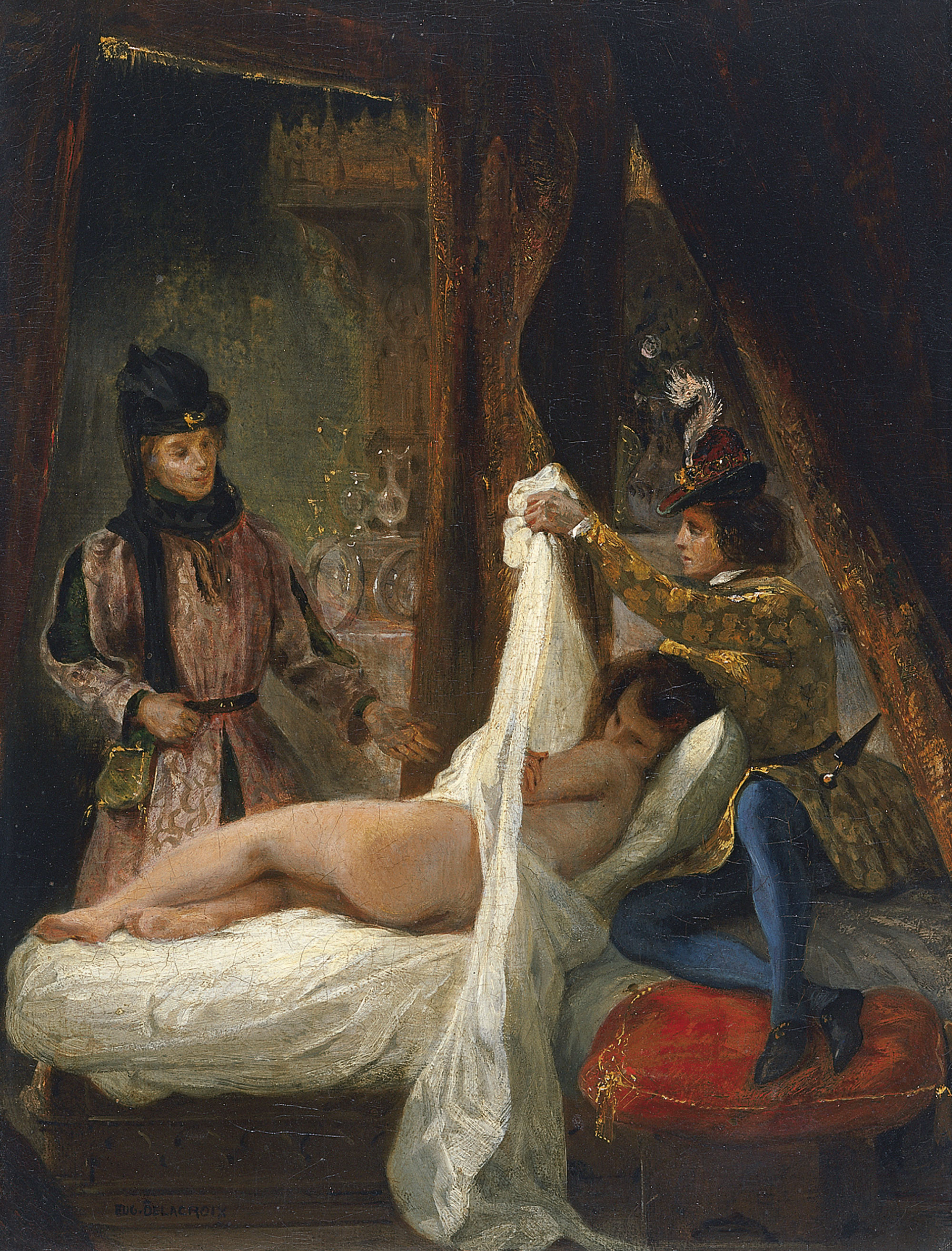
Герцог Орлеанский показывает свою любовницу. Ок. 1825. Холст, масло. Музей Тиссена-Борнемисы, Мадрид
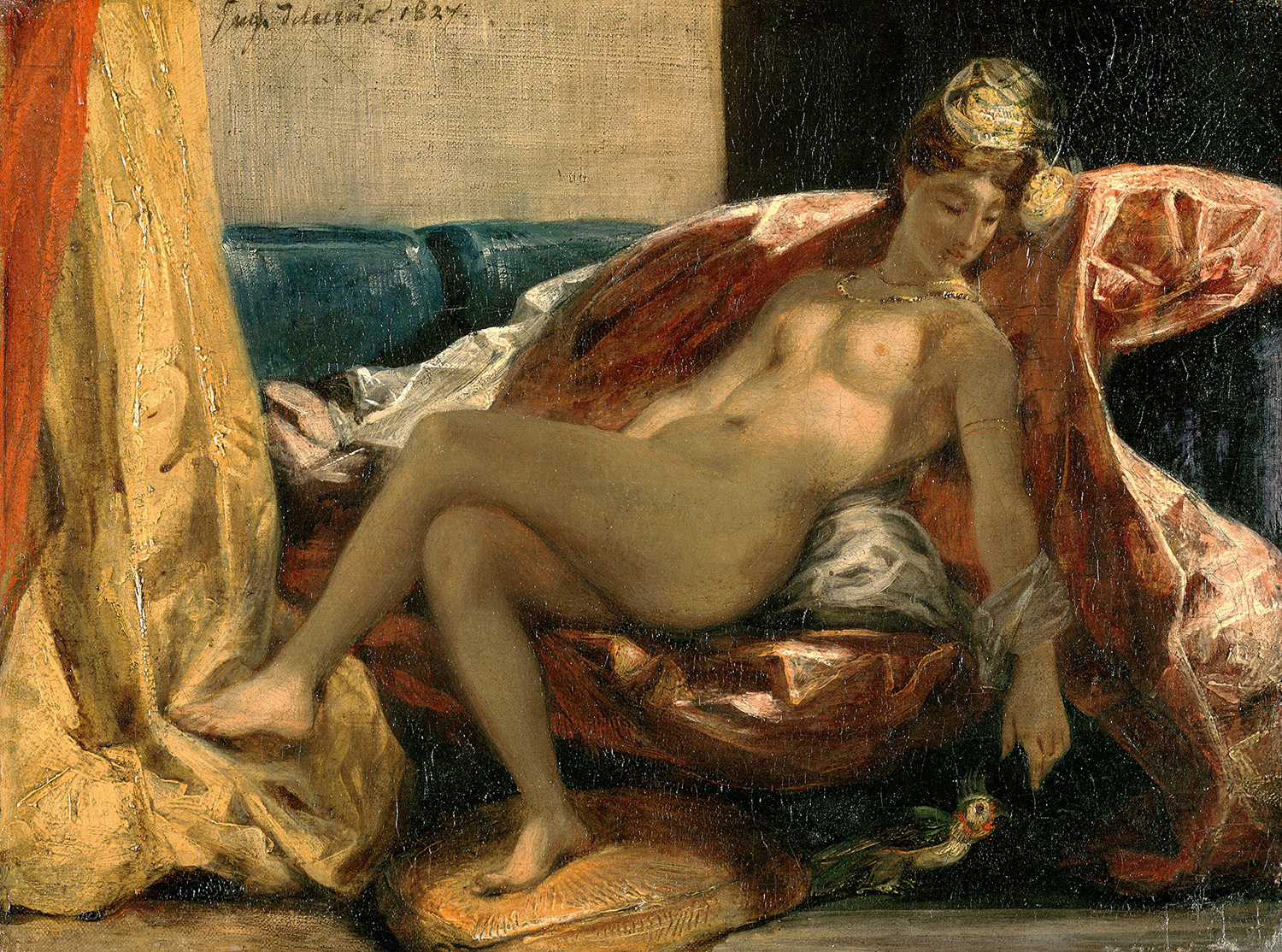
Женщина с попугаем. 1827. Холст, масло. Музей изобразительных искусств, Лион
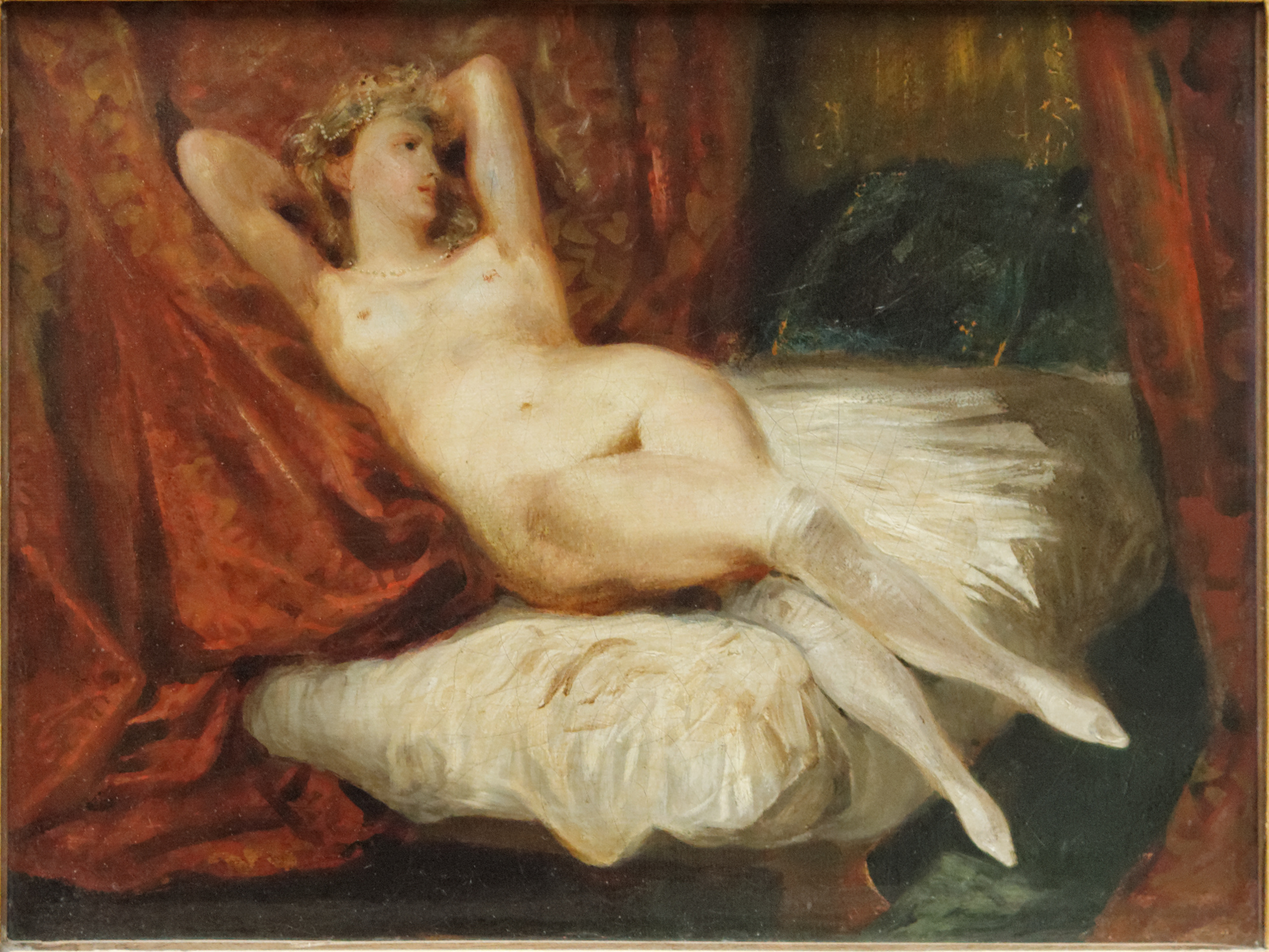
Женщина в белых чулках. 1830-е. Холст, масло. Лувр, Париж
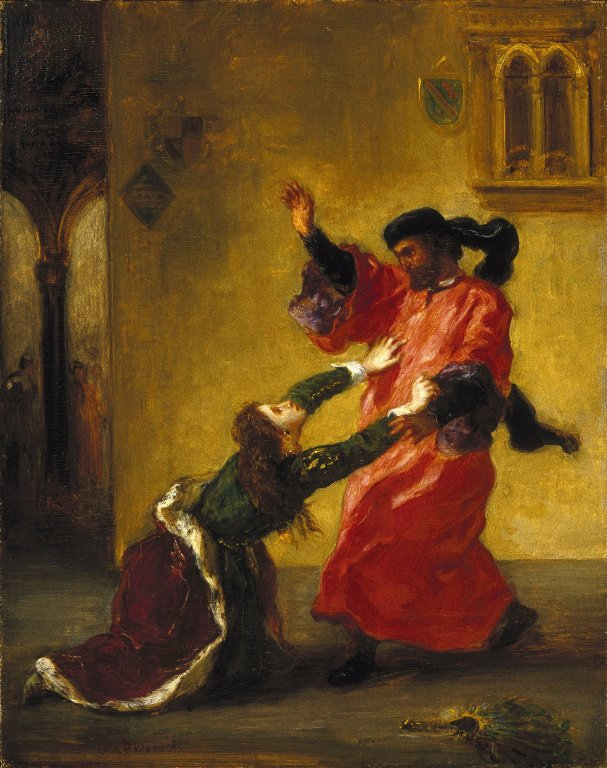
Дездемона, проклятая своим отцом. Между 1850 и 1854. Дерево, масло. Музей Бруклина, Нью-Йорк
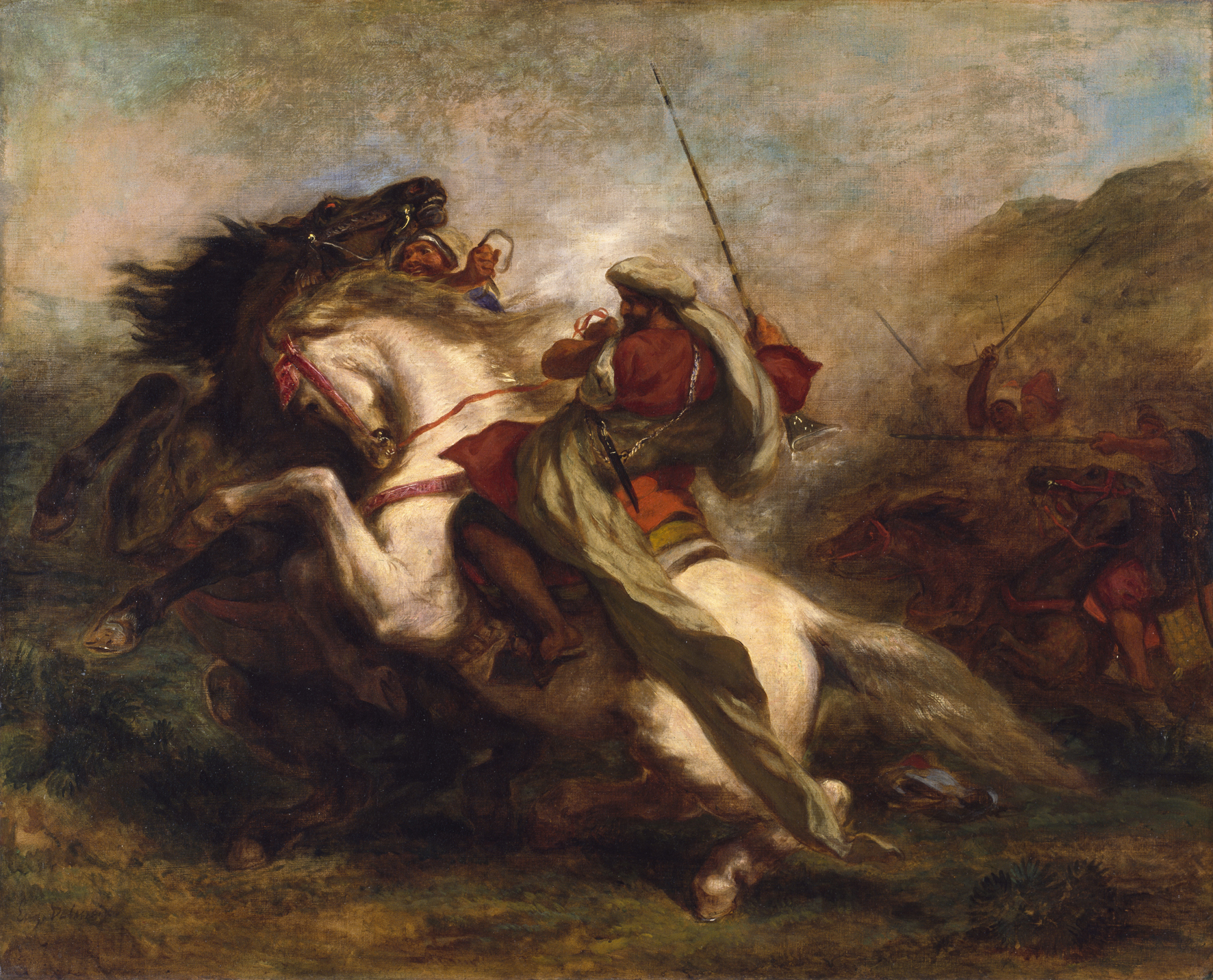
Столкновение мавританских всадников. Между 1843 и 1844. Холст, масло. Художественный музей Уолтерса, Балтимор, США
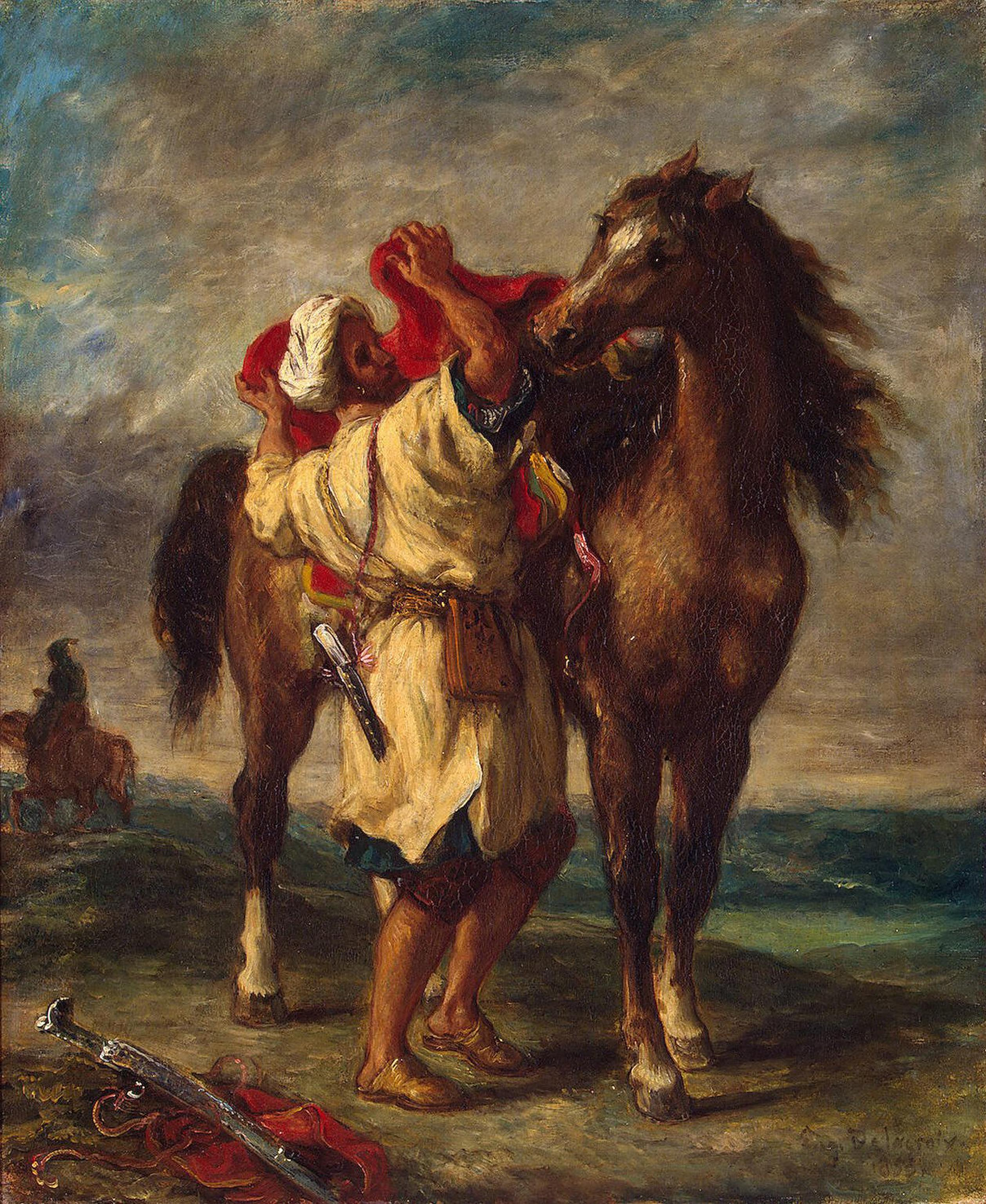
Марокканец, седлающий коня. 1855. Холст, масло. Государственный Эрмитаж, Санкт-Петербург
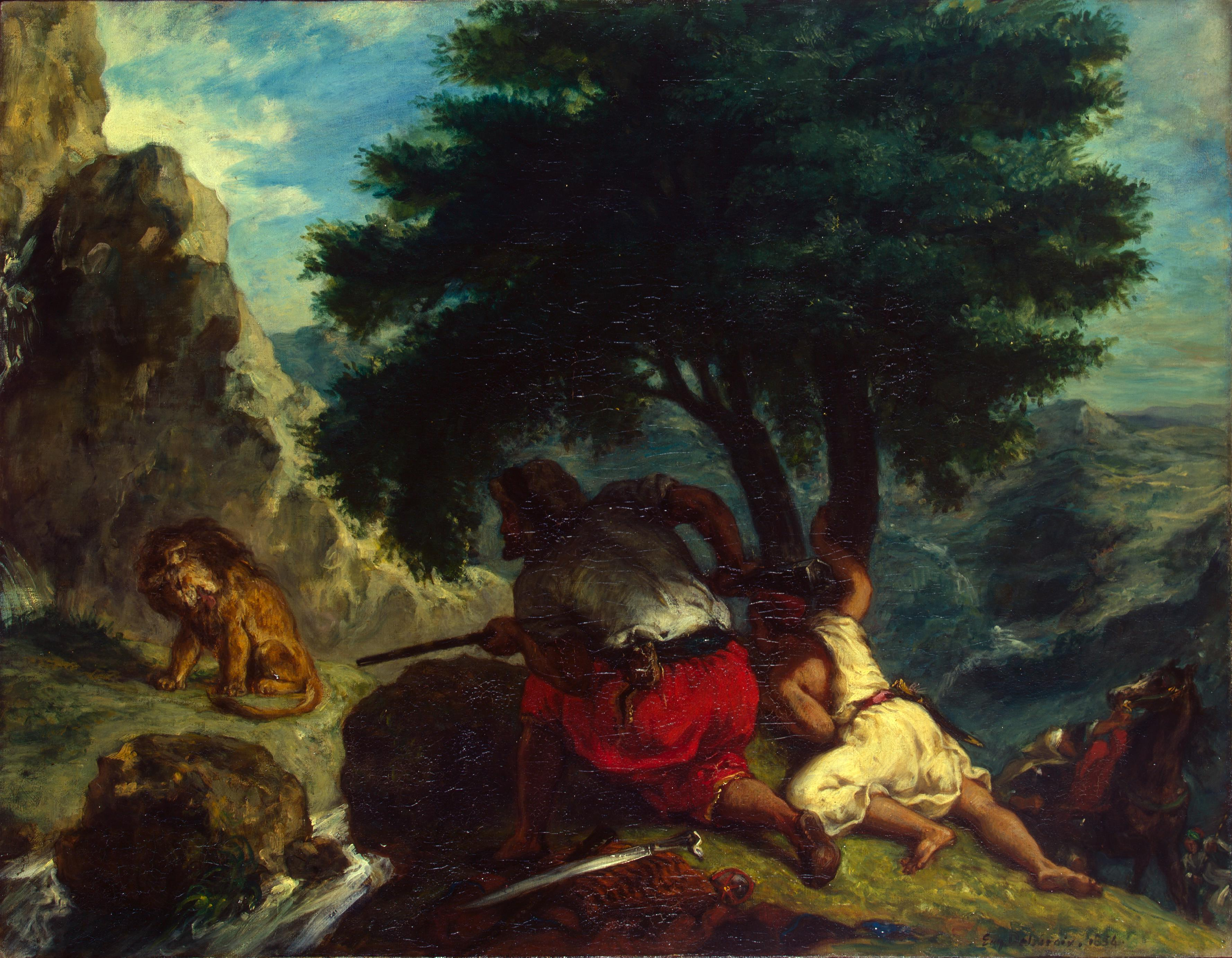
Охота на львов в Марокко. 1855. Холст, масло. Государственный Эрмитаж, Санкт-Петербург
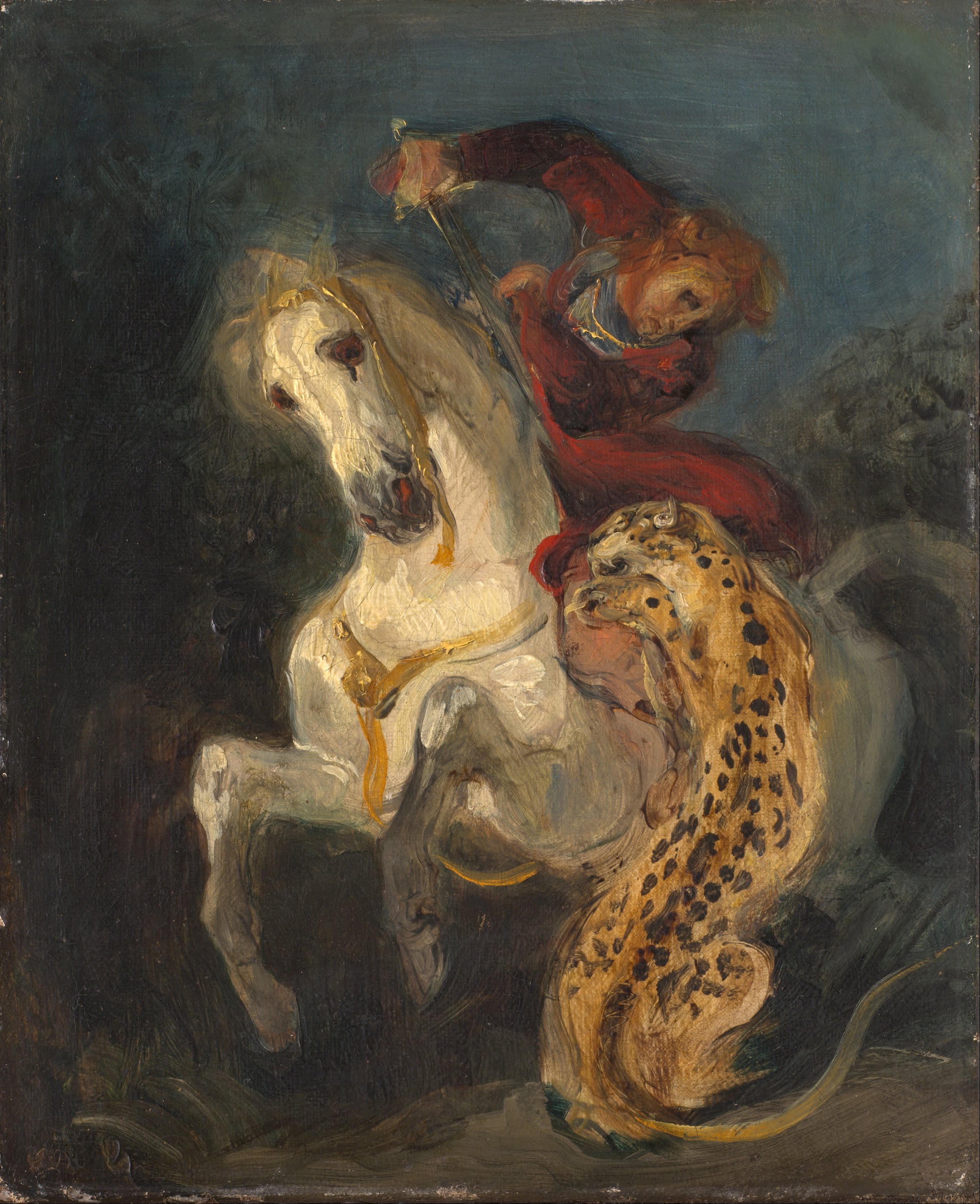
Всадник, атакуемый ягуаром. 1855. Холст, масло. Национальная галерея, Прага
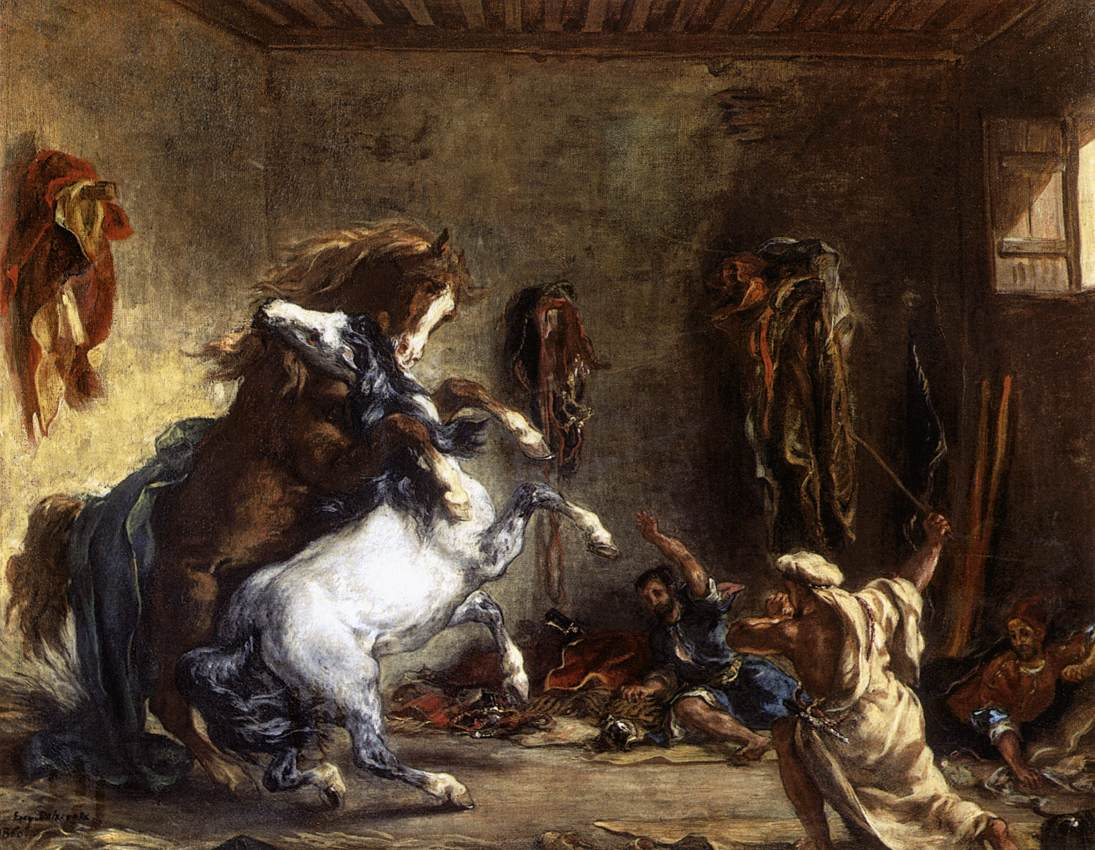
Арабские лошади дерутся в конюшне. 1860. Холст, масло. Музей Орсе, Париж

## Творчество
Эжен Делакруа обладал необычайным художественным темпераментом, он писал «огромные полотна, полные динамики, бури красок и патетики, часто разрушающих форму и строгий рисунок, чем вызывал гнев таких столпов академического искусства, как Ж. О. Д. Энгр и П. Деларош. Ему было тесно в рамках станковой живописи, и он выполнял масштабные декоративные работы — росписи Люксембургского дворца и Лувра. Делакруа оказал мощное влияние на развитие французской живописи, им восторгались не только романтики, но и Эдуард Мане, его друзья импрессионисты, Винсент Ван Гог и Поль Сезанн» .
Большой друг художника, поэт Шарль Бодлер писал о нём:

 «Если у Фландрии есть Рубенс, у Италии — Рафаэль и Веронезе, у Франции — Лебрен, Давид и Делакруа… Последний… умел писать всё. Он унаследовал от великой школы эпохи революции и империи страсть к поэзии… Воображение Давида, Герена и Жироде воспламенялось от соприкосновения с Гомером, Вергилием, Расином и Оссианом. Делакруа же явился волнующим истолкователем Шекспира, Данте, Байрона и Ариосто»
В стихотворении «Маяки» Бодлер сказал про художника, что он «Звуки Вебера в музыке красок нашёл». Делакруа был художником-поэтом, его главная задача: «передать в живописи впечатление и страсть» . Делакруа говорил: «Я жалею людей, работающих холодно и спокойно». Его заботили проблемы цвета и выразительные свойства красок. В своём «Дневнике» он много внимания уделил размышлениям о природе валёров и тональных отношений в живописи.
Поль Валери заметил: «Делакруа спешит в Лувр, чтобы терзаться там, испытывать весьма благородную ревность и прозревать секреты». И далее провидчески писал: «Переход от старинного величия живописи к её нынешнему состоянию весьма ощутим в творчестве и писаниях Эжена Делакруа. Смятенность и чувство бессилия раздирают этого современного человека, обуреваемого идеями, который в попытках сравняться с мастерами прошлого ежемгновенно наталкивается на ограниченность своих средств. Ничто так наглядно не выявляет оскудения некой мощи и некой избыточности минувшего, нежели пример этого благороднейшего, душевно раздвоенного художника, который ведёт лихорадочно последнюю битву большого стиля в искусстве».
«Делакруа мечтал стать классиком, но он родился в другую эпоху и ему суждено было стать романтиком. Надуманность многих его композиций, некоторые странности в рисунке, „рыхлость формы“, теснота изобразительного пространства выдают смятения художника, трагической нотой звучащих и в его дневниковых записях» .
Близким другом и единомышленником Делакруа, разделявшим его терзания, был живописец и писатель-философ П.-Ж. Шенавар.
В санкт-петербургском Эрмитаже имеются всего две картины Делакруа из «марокканской серии», поступившие в 1922 году из Кушелевской галереи Музея Академии художеств.

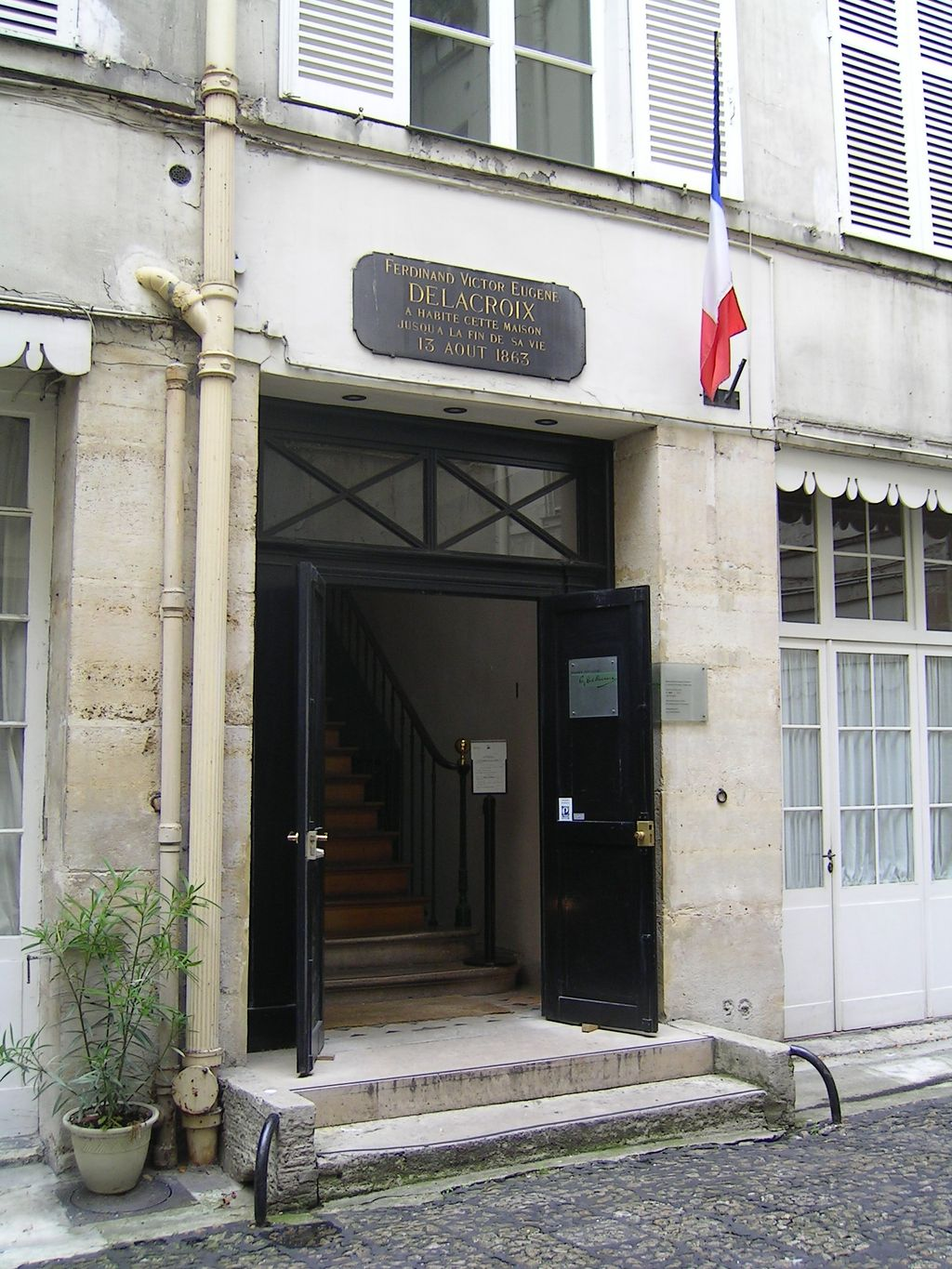
Музей Эжена Делакруа в Париже

## Музей Эжена Делакруа
Национальный музей Эжена Делакруа расположен в 6-м округе Парижа, на улице Фюрстенберг (Rue de Furstemberg}}, 6. Музей находится в доме, где располагалась последняя квартира Делакруа: художник переехал в неё 28 декабря 1857 года и проживал там вплоть до своей смерти 13 августа 1863 года. В 1929 году было организовано Общество наследия художника (Société Des Amis d’Eugène Delacroix), которое приобрело в 1952 году здание, находившееся к тому времени в аварийном состоянии. В 1954 году здание было передано французскому правительству. В 1971 году оно стало Национальным музеем, а в 1999 был реконструирован окружающий его сад. В этом здании также проживал и работал бывший помощником Делакруа французский художник Леон Прентан вплоть до своей смерти 9 июля 1945 года.

## Память
- В Музее Лувра существует отдельный "Зал Делакруа"[18].
- В честь Делакруа назван кратер на Меркурии.
- Британская рок-группа Coldplay использовала работы Делакруа в оформлении альбомов Viva la Vida or Death and All His Friends и Prospekt's March[19].

## Публикации текстов
Издания на русском языке
- Дневник : в 2 т. / Пер. [с фр.] Т. М. Пахомовой ; [Ил. автора] Ред. и предисл. М. В. Алпатова. — М. : Издательство Академии художеств СССР, 1961. — XIV, 453 + 441 с., 19 + 15 л. ил. : ил.
- Мысли об искусстве. О знаменитых художниках : Пер. с фр / Вступ. статья и коммент. В. Прокофьева. — М., 1960.
- Письма / Эжен Делакруа ; [Пер. с фр. Ю. Б. Корнеева и др.]. — СПб : Азбука, 2001. — 891, [2] с., 16 л. ил. : цв. ил., портр. — (Наследие). — 6000 экз. — ISBN 5-267-00586-Х.